# Movimento di Unità Proletaria
Il Movimento di Unità Proletaria (MUP) fu un movimento antifascista italiano clandestino attivo durante il 1943.

## Storia
Il movimento nacque clandestinamente a Milano il 10 gennaio 1943, dopo mesi di febbrile attività clandestina, per opera di Lelio Basso, Domenico Viotto, Corrado Bonfantini, Carlo Andreoni, Paolo Fabbri, Roberto Veratti; vi confluirono gruppi che provenivano da Bologna, Torino, Roma, Venezia, Firenze, Brescia.
Il movimento, costituito da uomini che rappresentavano le diverse anime del proletariato e della piccola borghesia (massimalisti, riformisti, comunisti, anarchici, repubblicani di sinistra, giovani di Giustizia e Libertà), si proponeva di rinnovare i vecchi schemi della tradizione socialista italiana, per realizzare la massima unità del movimento proletario «attorno ad un programma concreto e attuale».
Dopo la caduta di Mussolini, durante i quarantacinque giorni prima dell'armistizio e l'occupazione tedesca dell'Italia, la fedeltà che la maggioranza dei lavoratori dimostrò di avere per la vecchia bandiera del PSI non permise al MUP di raccogliere l'adesione delle masse.
Lelio Basso e gli altri, accortisi della realtà politica del momento, decisero nell'agosto del 1943 di fondersi con il Partito Socialista. La fusione, avvenuta il 22-24 agosto 1943 nell'incontro tenutosi in casa di Oreste Lizzadri, in Viale Parioli 44 a Roma, portò alla costituzione del Partito Socialista Italiano di Unità Proletaria (PSIUP). Pietro Nenni ne assunse la carica di segretario nazionale, Sandro Pertini e Carlo Andreoni quella di vice-segretari.
Durante la Resistenza, gli uomini che avevano fatto parte del MUP costituirono l'ossatura ed ebbero funzioni di comando delle formazioni Matteotti in Piemonte (Renato Martorelli), Lombardia (Corrado Bonfantini), Emilia-Romagna (Fernando Baroncini) e nel Lazio (Carlo Andreoni).